# Bauhinia reflexa
Bauhinia reflexa är en ärtväxtart som beskrevs av Robert Walter Schery. Bauhinia reflexa ingår i släktet Bauhinia och familjen ärtväxter. Inga underarter finns listade i Catalogue of Life.